# Szepes Júlia
Szepes Júlia (Tác, 1913. január 26. – Pécs, 1987. december 22.) növényanatómus, patológus, a biológiai tudományok kandidátusa (1957).

## Életrajza
Tácon született 1913. január 26-án. 1945 előtt Budapesten és Pécsen volt keramikus munkás. A háború után érettségizett, majd 1949-ben a szegedi tudományegyetemen biológus oklevelet és doktori címet szerzett. Előbb a budapesti Agrokémiai Kutató Intézetbe, majd az Agrártudományi Egyetem növényélettani tanszékére került Gödöllőn.
Az Öntözési és Rizstermesztési Kutató Intézet kopáncsi telepén dolgozta ki a rizs-bruzone (barnulásos betegség) előrejelzési módszerét, mely hírnevet szerzett a magyar fito-hisztopatológiai kutatásnak. 1962-től az ELTE (Eötvös Loránd Tudományegy.) akadémiai növényélettani kutatócsoportjában dolgozott, később nyugdíjas szaktanácsadóként részt vett Pécsen a Takarmánytermesztési Kutató Intézet fehérje-biokémiai kutatásaiban.
74 évesen hunyt el Pécsen, 1987. december 22-én.